# Alison Levine
Alison Levine (née le 5 avril 1966) est une alpiniste américaine, conférencière motivatrice et consultante en management. Elle est L'autrice du livre On the Edge: The Art of High Impact Leadership et la productrice exécutive d'un documentaire The Glass Ceiling sur la carrière de Pasang Lhamu Sherpa, la première femme népalaise à atteindre le sommet de l'Everest. Elle a gravi de nombreux sommets sur plusieurs continents et a également skié jusqu'aux pôles Nord et Sud. En 2010, elle a réalisé le Grand Chelem des explorateurs en atteignant le sommet du mont Everest.

## Jeunesse et éducation
Levine est né et a grandi à Phoenix, en Arizona. C'est la fille de Jack et Corinne Levine. Elle a obtenu un diplôme de communication de l'Université de l'Arizona en 1987.

## Carrière
Elle a occupé plusieurs emplois, notamment dans la restauration pendant ses études secondaires et universitaires avant  trouver un un stage au service marketing chez Mattel  Après avoir obtenu son MBA à la Fuqua School of Business de l'Université Duke en 2000, elle a travaillé pour Goldman Sachs jusqu'en 2003. Entreprise qu'elle a quitté en 2006 pour devenir directrice financière adjointe de la campagne d'Arnold Schwarzenegger comme gouverneur de Californie.

## Alpinisme
Levine a gravi le mont Kilimandjaro, en 1998 à l'âge de 35 ans. En août 2001,elle a dirigé la première équipe féminine américaine sur l'Everest. Cette expédition a notamment été financé par l'entreprise Ford. L'équipe a renoncé à quelques centaines de mètres du sommet de l'Everest en mai 2002. Somme qu'elle a a finalement atteint le s le 24 mai 2010. Après 12 ans d'alpinisme et d'expéditions polaires, elle a réalisé le grand chelem des explorateurs en escaladant le plus haut sommet de chaque continent et en skiant jusqu'aux pôles Nord et Sud.

### Grand Chelem des explorateurs
1. Kilimandjaro (1998)
2. Elbrouz (1998)
3. Aconcagua (deux sommets - 1999 et 2004)
4. Pyramide de Carstensz (1999)
5. Denali (2000)
6. Massif du Vinson (2001)
7. Everest (2002 ; a atteint jusqu'à 28 750 pieds avec la première expédition féminine américaine sur l'Everest)
8. Pôle Nord (2004)
9. Pôle Sud (2008 ; premiere Américaine à traverser le pôle Sud par la route Messner de 600 miles)
10. Everest (2010; en l'honneur de son amie Meg Berté Owen)

### Premières ascensions
- Pic Hall en Antarctique (2 190 m) – 6 janvier 2016, par la face sud/arête sud-est[4],[5]
- Khang Karpo au Népal (6 646 m) – 10 novembre 2016 [6],[7]

## Suite de la carrière
Levine est consultante et coach .Elle s'appuie sur son expérience d'alpiniste pour inspirer la gestion d'entreprise et de carrière. Sa société Daredevil Stratégies est spécialisée dans le développement du leadership et la gestion des environnements changeants. Levine a été membre du conseil d'administration et conférencière invitée  à la Coach K Leadership de l'Université Duke. En septembre 2010, elle apparait dans l'émission "Meeting of the minds" diffusé sur CNBC aux côtés d'autres dirigeants, dont le général Wesley K. Clark, Henry Paulson et Chesley Sullenberger. En janvier 2011, Levine a été invitée au Forum économique mondial de Davos en Suisse.
Allison Levine a fondé une organisation à but non lucratif, la Climb High Foundation, qui forme des femmes sans emploi dans l'ouest de l'Ouganda à travailler comme guides de randonnée et porteuses dans leurs montagnes locales.
Son livre On the Edge, publié par Hachette est paru en janvier 2014. Le livre partage des anecdotes tirées de ses expéditions. Il a été bien accueilli par le  Publishers Weekly et le Wall Street Journal. Il a été nommé meilleur livre d'affaires de l'année dans la catégorie Management/Leadership par 800-CEO-READ.
Fin 2015, Levine a été productrice exécutive  du documentaire The Glass Ceiling réalisé par Nancy Svendsen sur le documentaire. Ce documentaire retrace la vie et la carrière de l'alpiniste de Pasang Lhamu Sherpa, la première femme népalaise à atteindre le sommet de l'Everest.

## Livre
- ((Levine, A.)), On the edge: the art of high impact leadership, Business Plus, 2014, First edition éd. (ISBN 978-1-4555-4487-5)

## Sources
1. ↑  (en-US) « This Is How Your Favorite Dirtbags Really Make a Living », Outside Online, 28 janvier 2019 (consulté le 22 mars 2022)
2. ↑  (en) « History-Making Adventurer and UArizona Alumna to Deliver Commencement Address », University of Arizona News, 23 avril 2020 (consulté le 22 mars 2022)
3. ↑  (en) Caprino, « What Polar Explorer Alison Levine Knows About Leadership That Corporate Managers Don't », Forbes (consulté le 22 mars 2022)
4. ↑  « AAC Publications - Hall Peak, South Face and Southeast Ridge », sur publications.americanalpineclub.org (consulté le 21 mars 2025)
5. ↑  (en) Morgan Tilton, « First Ascent: Alison Levine Reaches Antarctic Summit », sur Womens Movement, 27 juin 2016 (consulté le 21 mars 2025)
6. ↑  (en) Diwakar, « First summit on Khang Karpo excites climbers », sur The Himalayan Times, 13 novembre 2016 (consulté le 21 mars 2025)
7. ↑  « Ascents », Himalayan Database,‎ août 2016 (lire en ligne, consulté le 2 août 2017)
8. ↑  « Speakers-2010 Conference | The Fuqua School of Business & Coach K Conference on Leadership », sur web.archive.org, 31 août 2010 (consulté le 21 mars 2025)
9. ↑  (en) « New Reality? It’s All Relative. – Alison Levine » [archive du 3 décembre 2024], sur World Economic Forum (consulté le 21 mars 2025)
10. ↑  « :: Climb High Foundation - Helping Women Everywhere to Reach Their Peak :: », sur climbhighfoundation.org (consulté le 21 mars 2025)
11. ↑  « Nonfiction Book Review: On the Edge: The Art of High-Impact Leadership by Alison Levine », 7 janvier 2014
12. ↑  « Best-Selling Books: Week Ended Jan. 12 - WSJ », Wall Street Journal,‎ 16 janvier 2014 (lire en ligne)
13. ↑  « Awards — Business Books in Bulk - 800-CEO-READ » [archive du 22 mars 2015], 800ceoread.com
14. ↑  « The Glass Ceiling: A Documentary Film » [archive du 21 septembre 2010], www.theglassceilingmovie.com